# NICO Touches the Walls
NICO Touches the Walls是2004年組成的日本搖滾樂團。2007年在Sony Music旗下的Ki/oon Records主流出道，後在15年後的2019年解散。

## 成員
光村龍哉（みつむら たつや、1985年9月8日 - ）
- 樂團主唱和吉他手，幾乎所有歌曲都由光村作詞作曲。血型為AB型。暱稱是『みっちゃん』。出身地為千葉縣浦安市。家裡有父母和妹妹。高中時參加過熱音社。
- 因為崇拜SPITZ的關係，從小學三年級就開始作曲。另外也曾經公開表示是南方之星的粉絲。
- 發行過的歌曲中有許多中學時期獨自或和樂團一起製作的歌曲（「病気」、「雨のブルース」、「雲空の悪魔」、「TOKYO Dreamer（日语：TOKYO Dreamer）」等等）。
- 使用的器材為芬達的Telecaster、Jazzmaster（英语：Fender_Jazzmaster）、Stratocaster、Gibson SG（英语：Gibson_SG）等等。在2013年的11月25日（イイニコ(iinico)之日）的演唱會中主要使用了吉普森結他公司的復刻版吉他和Gibson ES325（因為是在栃木縣買的紅色吉他所以取了「とちおとめ」的暱稱）。

古村大介（ふるむら だいすけ、1985年3月1日 - ）
- 樂團中擔任吉他手。有一部分的歌曲是由古村作詞作曲(「夕立マーチ」「アルペジオ」等等)。血型為B型。暱稱是『古君』。在北海道函館市出生、小學三年級時搬到千葉縣。家裡有父母、哥哥和姊姊。高中時曾經短暫參加過田徑隊，之後又加入熱音社。是比光村大一屆的學長。
- 使用的器材為Stratocaster、Telecaster、Flying V（英语：Gibson_Flying_V）、Les Paul等等。2013年以前在演唱會上使用的主要是Stratocaster和Telecaster，2014年以後主要使用Les Paul。可以從MV等地方看到他擁有數量龐大的吉他。
- 上高中後開始彈吉他，當時所使用的吉他是利用春假和暑假到處打工、再加上賣掉一直以來囤積的器材所換來的錢買的。(本人在THE STREET FIGHTERS×GiGS的企劃中自述)
- 是成員中唯一有駕照的人。（大型重型機器腳踏車駕照）

坂倉心悟（さかくら しんご、1985年7月24日 - ）
- 樂團中擔任貝斯手。有一部分的歌曲是由坂倉作詞作曲(「Endless roll」「マトリョーシカ」、「チェインリアクション」(和古村共同譜曲)等等)。血型為AB型。暱稱是『さっかん』『しんちゃん』（只有古村近年來叫他『心悟さん』）。家裡有父母和姊姊。和其他成員念不同的高中。畢業於早稻田大学人類科學部門。
- 和光村在共同朋友的介紹下認識，NICO Touches the Walls組成以前兩人組成了叫做B+(bplus)的樂團。
- 使用的器材為芬達的Jazz Bass（英语：Fender_Jazz_Bass）和Precision Bass（英语：Fender_Precision_Bass）。在一部分歌曲中也會使用五弦貝斯（主要是「プレイヤ」這首歌）。樂團組成當時主要是使用Music Man的StingRay（英语：Music_Man_StingRay）。

対馬祥太郎（つしま しょうたろう、1985年1月28日 - ）
- 樂團中擔任鼓手與和聲。有一部分的歌曲是由對馬寫詞(「ニワカ雨ニモ負ケズ」「太陽が笑ってら」「口笛吹いて、こんにちは」(與光村共作)、「赤い爪」)血型為B型。暱稱是『ティム』。家裡有父母和姊姊。高中時參加熱音社，當上熱音社的社長（下一屆社長是光村）。是比光村大一屆的學長。小學三年級時和從函館轉學過來的古村是同班同學。
- 日本樂團HiGE說他是「日本中屈指可數的適合留鬍子的男人」（在2010年3月26日播出的オンタマ中提到）。
- 在「僕らとNICO」（武道館公演限定發行的樂團著書）中提到他買了自己的爵士鼓組（Gretsch製）。

## 經歷
樂團組成前
- 光村、坂倉和其他人組成B+(bplus)。

2004年
- 4月，光村、古村、坂倉三個人組成樂團。光村因為練團室的廁所空間不大而扶著牆時，想到了「摸牆壁這個動作，可以讓人聯想到牆另一頭的世界、或是從日常生活中創作出新的世界」，於是才有現在的樂團名稱。「NICO」是女性的名字，只是「純粹想在團名中放進外國女性的名字」。
- 7月，對馬加入樂團。
- 11月，參加了TEENS' MUSIC FESTIVAL全國大賽。不過沒有得到冠軍，得到的是LOTTE獎。（演奏歌曲為「そのTAXI,160km/h」）

2005年
- 一個月一次在涉谷CHELSEA HOTEL和柏CLUB ZAX表演。

2006年
- 1月，在下北澤club251舉辦初次個唱「成人前夜」。雖然沒有發表過正式的音源，現場依然動員了兩百人以上。
- 2月，發行第一張迷你專輯『Walls Is Beginning』。
- 9月，在涉谷CLUB QUATTRO舉辦第二次個唱「All,Always Walls」。
- 10月，發行第二張迷你專輯『runova x handover』。

2007年
- 6月
  - 發行Primitive-disc『Eden』。
  - 在代官山UNIT舉辦個唱『〜目には目を　雨には雨を〜』。
  - 參加在新木場STUDIO COAST舉辦的『FUN FOR ALL THE FAMILY ～TLGF 10th Anniversary Party～』。
- 8月
  - 在大阪難波Hatch舉行的「88ROCK!! Hatch Go Round」中擔任開場樂團。
  - 參加SUMMER SONIC 07大阪、東京場次。
- 9月，參加凜冽時雨レコ発TOUR 07 "NAKANO Inspiration"的仙台、札幌、新潟場次。
- 10月
  - 參加SPACE SHOWER列伝 JAPAN TOUR 2007。
  - 參加MINAMI WHEEL 2007。當天BIGCAT座無虛席。
- 11月，在Ki/oon Music旗下以第一張迷你專輯『How are you?』主流出道。
- 12月，參加「rockin'on presents COUNTDOWN JAPAN 07/08」。

2008年
- 2月
  - 參加在東京・大阪CLUB QUATTRO舉辦的「GRAPEVINE Club Circuit 2008」。
  - 發行第一張主流出道單曲『夜の果て』。
- 3月
  - 參加在新木場STUDIO COAST舉辦的「BRITISH ANTHEMS」。
  - 參加在水道橋・JCB HALL舉辦的「20th J-WAVE McDonald's TOKYO REAL-EYES presents LIVE SUPERNOVA FESTIVAL」。
- 4月，在東京、名古屋和大阪舉辦「NICO Touches the Walls TOUR2008 ～ナハトムジーク～」。包含在惠比壽LIQUIDROOM舉辦的場次，票券開賣當日立即售罄。
- 6月，發行第二張單曲『THE BUNGY』。
- 7月～10月，參加全國各地的夏日音樂祭或活動，共計15場。
- 8月，發行第三張單曲『Broken Youth』。
- 9月，發行第一張完整專輯『Who are you?』。
- 10月，在SHIBUYA-AX舉辦「We are NICO Touches the Walls. ～A Queen of the Night～」。票券開賣當日立即售罄。
- 11月～12月，舉辦首次全國巡迴演唱會「NICO Touches the Walls TOUR2008 Bon voyage,Etranger」。全部場次票券都在開賣當日立即售罄。
- 12月
  - 參加「rockin'on presents COUNTDOWN JAPAN 08/09」。總共動員了10,000人。
  - 參加「rockin'on presents COUNTDOWN JAPAN 08/09-WEST」。

2009年
- 4月，參加「ARABAKI ROCK FEST.09 」。就算下著雨也動員了共3,000人。
- 5月，發行第四張單曲『ビッグフット』。
- 6月，在東京、名古屋和大阪舉辦「NICO Touches the Walls LIVE2009 All,Always Walls vol.3 ～Turkeyism～」。首次在日比谷野外大音楽堂舉辦戶外演唱會，動員了3,000人。演唱會門票包括站票都銷售一空。
- 7月，參加全國各地多數的夏日音樂祭或活動。
- 8月，發行第五張單曲『ホログラム』。『ホログラム』是動畫「鋼之鍊金術師 FULLMETAL ALCHEMIST」的片頭曲，『風人』則是電影「蟹工船」的主題曲。
- 11月
  - 發行第六張單曲『かけら-総べての想いたちへ-』。
  - 在東京都內某地舉辦「1125前夜Sercet live」。
  - 發行第二張專輯『オーロラ』。
- 12月
  - 發行第一張演唱會DVD「NICO Touches the Walls LIVE2009 All,Always,Walls vol.3 ～Turkeyism」。
  - 橫跨隔年1月，以Zepp Osaka、Zepp Tokyo為首舉辦第二次全國巡迴演唱會「NICO Touchess the Walls TOUR2009～2010「& Auroras」」。包含3月在日本武道館的追加場次，總共動員了約兩萬人。

2010年
- 3月
  - 發行第一張Clip DVD「NICO Touches the Walls Library Vol.1」。
  - 在日本武道館舉辦「NICO Touches the Walls TOUR2009～2010「& Auroras」的追加場次「Walls Is Beginning」。
- 5月～6月，舉辦了包含横浜BLITZ場次公演的TOUR2010「ミチナキミチ」。場地為至今為止沒有舉辦過單獨演唱會的城市，並且在全部七個場次中，每一場都發表不一樣的新歌。在這場演唱會中發表的新歌多收錄在隔年發行的新專輯『PASSENGER』之中，其他歌曲日後也收錄在其他單曲中，只有最後在橫濱BLIZ場次時發表的『YOU』沒有正式音源化。
- 7月～9月，參加各地的夏日音樂祭，共計八場。
- 8月，發行第七張單曲『サドンデスゲーム』。以在前述的巡迴演唱會「ミチナキミチ」中的各場次表演過的「サドンデスゲーム」為主打歌，在長崎場次表演的「泣くのはやめて」為收錄歌曲。
- 9月，9月25日在大阪城野外音樂堂、10月7日在涉谷C.C.Lemon Hall舉辦LIVE2010 Apollo&Luna。

2011年
- 1月
  - 同時發行第八張單曲『Diver』、第二張演唱會DVD「NICO Touches the Walls TOUR 2010『ミチナキミチ』」。
  - 舉辦NICO Touches the Walls × flumpool split Tour 2011。
- 4月
  - 發行第三張專輯『PASSENGER』。首度進榜Oricon就得到第15名。
  - 舉辦包括6月在Zepp Tokyo追加場次的「TOUR 2011 PASSENGER～We are Passionate Messenger～」。
- 8月
  - 發行第九張單曲『手をたたけ』。
  - 參加各地的夏日音樂祭共六場，直到9月。
- 9月，發行數位限定單曲 『Endless roll』。
- 11月，在仙台Rensa舉辦「1125(イイニコ)の日 ライブ」。
- 12月，發行第四張專輯『HUMANIA』。首度進榜Oricon就得到第十名。

2012年
- 1月
  - 發行第三張演唱會DVD『NICO Touches the Walls TOUR 2011 PASSENGER ～We are Passionate Messenger～』。
  - 直到2月，舉辦「NICO Touches the Walls TOUR2012 "HUMANIA"」。
- 3月，舉辦「NICO Touches the Walls TOUR2012 "HUMANIA"追加公演 "Ground of HUMANIA"」。
- 5月，同時發行第十張單曲『夏の大三角形』和音樂錄影帶DVD「Library vol.2」。同日舉辦「NICO Touches the Walls FREE LIVE in 代々木公園」，動員7000人。
- 7月～8月參加各地的夏日音樂祭共八場。
- 9月～10月，舉辦全國共23場的「NICO Touches the Walls TOUR2012 "ALGORHYTMIQUE"」。
- 11月，在橫濱BLITZ舉辦「1125（イイニコ）の日ライブ」。首次舉辦和GRAPEVINE一起的對BAND形式演唱會。
- 12月
  - 發行第11張單曲「夢1号」。
  - 參加「COUNTDOWN JAPAN 12/13」，在EARTH STAGE演出。
  - 參加「『Ready Set Go!!』Count Down Live2012 ⇒ 2013　supported by A-Sketch」。

2013年
- 3月，發行第12張單曲『Mr.ECHO』。
- 4月，發行第五張專輯『Shout to the Walls!』。首度進榜Oricon得到職涯最高名次的第五名。同日在LIQUIDROOM ebisu舉辦專輯紀念特別演唱會。
- 5月～7月，舉辦HALL巡迴演唱會『NICO Touches the Walls TOUR 2013"Shout to the Walls!"』。
- 7月
  - 發行第13張單曲『ニワカ雨ニモ負ケズ』。
  - 直到9月參加了各地的夏日音樂祭。
- 11月，在Zepp DiverCity舉辦『1125(イイニコ)の日ライブ』。在此活動中發表了隔年2月即將的首張精選輯、舉辦為期一個月的籠城型演唱會、並在8月二度登上日本武道館。

2014年
- 1月，在東京、名古屋和大阪舉辦對BAND巡迴演唱會『ニコ　タッチズ　ザ　ウォールズ　ノ　フェスト』。對BAND樂團在大阪公演為BIGMAMA、在愛知為［Alexandros］、在東京為CreepHyp。
- 2月
  - 1日，在東京都涉谷區神宮前的畫廊改裝成的Live House「カベニミミ」舉辦為期一個月、共計20場的籠城型演唱會『ニコ タッチズ ザ ウォールズ ノ ヒミツキチ 「カベニミミ」』を開催。
  - 5日，發行第一張精選輯『ニコ　タッチズ　ザ　ウォールズ　ノ　ベスト』。在Oricon最高得到第五名。
- 3月，發行第14張單曲『ローハイド』。
- 5月
  - 參加兩場音樂祭。
  - 在東京、名古屋和大阪的Zepp舉辦巡迴演唱會『ニコ　タッチズ　ザ　ウォールズ　ノ　ゼップ』。五場演出全部的歌單都不同，並表演了許多近年的演唱會中沒有表演的歌曲。
- 6月
  - 發行第15張單曲『天地ガエシ』。
  - 8月發行日本武道館演唱會門票，剛開賣就銷售一空。
- 8月
  - 19日，舉辦第二次的日本武道館演唱會『ニコ　タッチズ　ザ　ウォールズ　ノ　ブドウカン』。成功動員約9000人。
  - 20日、發行第16張單曲『TOKYO Dreamer』。

2015年
- 2月
  - 4日，發行首張不插電專輯『Howdy!! We are ACO Touches the Walls』。[2]
- 6月，發行第17張單曲『まっすぐなうた』。
- 9月，發行第18張單曲『渦と渦』，主打歌『渦と渦』為動畫亞爾斯蘭戰記的片頭曲。
- 11月，吉他手古村大介在錄音室被門夾到右手手腕，導致第四、五掌骨骨折，經手術治療後醫師建議復原期為兩個月，年內演出宣告暫停，12月23日的"渦と渦～西の渦～"大阪城HALL公演也因此延期[3]，11月25日的"初と初"＠下北沢CLUB251・梅田Shangri-La公演則為除了古村以外之其他三人演出，預定隔年1月8日武道館公演中復出。

## 作品

### 主流出道

#### CD單曲
|      | 發行日         | 名稱                        | 品號                                                                            | 最高排名 |
| ---- | -------------- | --------------------------- | ------------------------------------------------------------------------------- | -------- |
| 1st  | 2008年2月20日  | 夜の果て                    | KSCL-1209                                                                       | 61名     |
| 2nd  | 2008年6月4日   | THE BUNGY                   | KSCL-1246/47（初回限定盤） KSCL-1248（通常盤）                                  | 49名     |
| 3rd  | 2008年8月13日  | Broken Youth                | KSCL-1268                                                                       | 35名     |
| 4th  | 2009年5月13日  | ビッグフット                | KSCL-1383                                                                       | 24名     |
| 5th  | 2009年8月12日  | ホログラム                  | KSCL-1436/37（初回限定盤） KSCL-1438（通常盤） KSCL-1439（期間生産限定盤）      | 11名     |
| 6th  | 2009年11月4日  | かけら -総べての想いたちへ- | KSCL-1469                                                                       | 26名     |
| 7th  | 2010年8月11日  | サドンデスゲーム            | KSCL-1625/26                                                                    | 28名     |
| 8th  | 2011年1月12日  | Diver                       | KSCL-1725/26（初回限定盤） KSCL-1727（通常盤）                                  | 7名      |
| 9th  | 2011年8月17日  | 手をたたけ                  | KSCL-1836/37（初回限定盤） KSCL-1838（通常盤）                                  | 15名     |
| 10th | 2012年5月16日  | 夏の大三角形                | KSCL-2020/22（完全生産限定盤） KSCL-2023/24（初回限定盤） KSCL-2025（通常盤）   | 16名     |
| 11th | 2012年12月19日 | 夢1号                       | KSCL-2070/71（初回限定盤） KSCL-2072（通常盤）                                  | 14名     |
| 12th | 2013年3月27日  | Mr.ECHO                     | KSCL-2226/27（初回限定盤） KSCL-2228（通常盤）                                  | 19名     |
| 13th | 2013年7月10日  | ニワカ雨ニモ負ケズ          | KSCL-2261/62（初回限定盤A） KSCL-2263/64（初回限定盤B） KSCL-2265（通常盤）     | 13名     |
| 14th | 2014年3月5日   | ローハイド                  | KSCL-2433/34（初回限定盤） KSCL-2435（通常盤）                                  | 21名     |
| 15th | 2014年6月11日  | 天地ガエシ                  | KSCL-2443（初回限定盤） KSCL-2445（通常盤）                                     | 12名     |
| 16th | 2014年8月20日  | TOKYO Dreamer               | KSCL-2453/4（初回生産限定盤） KSCL-2455（通常盤）                               | 20名     |
| 17th | 2015年6月24日  | まっすぐなうた              | KSCL-2593/4（初回生産限定盤） KSCL-2595（通常盤）                               | 16名     |
| 18th | 2015年9月2日   | 渦と渦                      | KSCL-2623/4（初回生産限定盤） KSCL-2625（通常盤） KSCL-2626/7（期間生産限定盤） | 11名     |

#### 專輯
|             | 發行日         | 名稱                 | 品號                                           | 最高排名 |
| ----------- | -------------- | -------------------- | ---------------------------------------------- | -------- |
| 1st迷你專輯 | 2007年11月21日 | How are you?         | KSCL-1184                                      | 127名    |
| 1st         | 2008年9月24日  | Who are you?         | KSCL-1291/92（初回限定盤） KSCL-1293（通常盤） | 11名     |
| 2nd         | 2009年11月25日 | オーロラ             | KSCL-1525/26（初回限定盤） KSCL-1527（通常盤） | 17名     |
| 3rd         | 2011年4月6日   | PASSENGER            | KSCL-1767/68（初回限定盤） KSCL-1769（通常盤） | 15名     |
| 4th         | 2011年12月7日  | HUMANIA              | KSCL-1884/85（初回限定盤） KSCL-1886（通常盤） | 10名     |
| 5th         | 2013年4月24日  | Shout to the Walls!  | KSCL-2223/24（初回限定盤） KSCL-2225（通常盤） | 5名      |
| 6th         | 2016年3月16日  | 勇気も愛もないなんて | KSCL-2710/11（初回限定盤） KSCL-2712（通常盤） | 5名      |

#### 不插電專輯
|     | 發行日       | 名稱                                 | 品號                                                                       | 最高排名 |
| --- | ------------ | ------------------------------------ | -------------------------------------------------------------------------- | -------- |
| 1st | 2015年2月5日 | Howdy!! We are ACO Touches the Walls | KSCL-2543/44（初回限定盤） KSCL-2545（通常盤） KSJL-6178（生産限定黑膠盤） | 10名     |

#### 精選輯
|     | 發行日       | 名稱                                  | 品號                                           | 最高排名 |
| --- | ------------ | ------------------------------------- | ---------------------------------------------- | -------- |
| 1st | 2014年2月5日 | ニコ タッチズ ザ ウォールズ ノ ベスト | KSCL-2423/24（初回限定盤） KSCL-2425（通常盤） | 5名      |

#### 書籍
1. NICO Touches the Walls 旅の軌跡 -Interview and Photo Chronicle 2007-2012-（2012年8月16日）

#### LINE貼圖
- 由貝斯手坂倉心悟所畫的角色「坂立君」的LINE貼圖 - Sakadachikun by NICO Touches the Walls（页面存档备份，存于）

### 地下樂團時期

#### 迷你專輯
|     | 發行日         | 名稱               | 規格品號  | 備註                |
| --- | -------------- | ------------------ | --------- | ------------------- |
| 1st | 2006年2月2日   | Walls Is Beginning | SCLX-2022 |                     |
| 2nd | 2006年10月18日 | runova x handover  | SCLX-2023 | Oricon最高排名229名 |

#### CD單曲
|     | 發行日        | 名稱                     | 規格品號  | 備註                |
| --- | ------------- | ------------------------ | --------- | ------------------- |
| 1st | 2007年6月13日 | Primitive-disc「エデン」 | SCLX-2024 | Oricon最高排名185名 |

#### DVD
- LIVE DVD （2006年8月）※演唱會會場限定販售

1. 行方
2. そのTAXI, 160km/h

- 0605-0607 〜monthly live & recording〜 （2006年9月9日）※演唱會會場限定販售

1. 泥んこドビー
2. 3年目の頭痛薬

- All,Always Walls vo.3 〜Turkeyism〜  (2009年12月)

## Music Video
| 導演               | 曲名 |
| 柿本ケンサク       | 「チェインリアクション（页面存档备份，存于）」「ビッグフット」 |
| 鎌谷聡次郎         | 「Mr.ECHO（页面存档备份，存于）」「TOKYO Dreamer（页面存档备份，存于）」 |
| 熊坂出             | 「かけら−総べての想いたちへ−（页面存档备份，存于）」 |
| GOO / TAR GRAPHICS | 「そのTAXI,160km/h」 |
| 須藤カンジ         | 「(My Sweet) Eden」「image training」 |
| 須永秀明           | 「Broken Youth（页面存档备份，存于）」「アボガド」「ホログラム（页面存档备份，存于）」「風人 〜映画『蟹工船』ver.〜」「夜の果て」                                               |
| スミス             | 「THE BUNGY（页面存档备份，存于）」「ローハイド（页面存档备份，存于）」 |
| 関和亮             | 「Diver（页面存档备份，存于）」「Diver (Live Ver.)」「Endless roll」「バイシクル（页面存档备份，存于）」「手をたたけ（页面存档备份，存于）」「妄想隊員A（页面存档备份，存于）」 |
| 高橋嘉幸           | 「(My Sweet) Eden -Summer 2008-」 |
| 高原ヨウスケ       | 「マトリョーシカ」 |
| 竹内鉄郎           | 「サドンデスゲーム（页面存档备份，存于）」 |
| 多田卓也           | 「夢1号（页面存档备份，存于）」 |
| 中村浩紀           | 「ニワカ雨ニモ負ケズ（页面存档备份，存于）」 |
| 吉江善太           | 「夏の大三角形（页面存档备份，存于）」 |
| 飯塚健             | ｢天地ガエシ（页面存档备份，存于）｣ |
| 大谷太郎           | 「バケモノ」 |

## 歌曲搭配一覽
| 年分   | 曲名                              | 搭配作品 | 収録作品                                                                             |
| ------ | --------------------------------- | --- | ------------------------------------------------------------------------------------ |
| 2007年 | image training                    | SPACE SHOWER TV2007年11月份POWER PUSH! 東京電視台系列「JAPAN COUNTDOWN」2007年11月份片頭曲 江崎固力果「Pocky」SPACE SHOWER TV版本廣告歌 | 『How are you?』 『Who are you?』 『ニコ タッチズ ザ ウォールズ ノ ベスト』          |
| 2008年 | 夜の果て                          | 日本電視台系列「音樂戰士 MUSIC FIGHTER」2008年2月份片尾曲                                                                               | ｢夜の果て｣ 『Who are you?』                                                          |
| 2008年 | THE BUNGY                         | 日本電視台系列「音楽戦士 MUSIC FIGHTER」2008年6月份片尾曲                                                                               | ｢THE BUNGY｣ 『Who are you?』 『ニコ タッチズ ザ ウォールズ ノ ベスト』               |
| 2008年 | Broken Youth                      | 日本電視動畫『火影忍者疾風傳』第6代片尾曲                                                                                               | ｢Broken Youth｣ 『Who are you?』                                                      |
| 2009年 | ホログラム                        | 毎日放送・TBS電視台系列動畫「鋼之鍊金術師 FULLMETAL ALCHEMIST」第2期片頭曲、第64回(最終回)片尾曲                                        | ｢ホログラム｣ 『オーロラ』 『ニコ タッチズ ザ ウォールズ ノ ベスト』                  |
| 2009年 | 風人                              | 電影「蟹工船」主題曲 | ｢ホログラム｣ 『オーロラ』                                                            |
| 2009年 | かけら -総べての想いたちへ-       | 讀賣電視台・日本電視台系列戲劇「傍聴マニア09〜裁判長!ここは懲役4年でどうすか〜」主題曲                                                  | ｢かけら -総べての想いたちへ-｣ 『オーロラ』 『ニコ タッチズ ザ ウォールズ ノ ベスト』 |
| 2011年 | Diver                             | 東京電視台系列動畫『火影忍者疾風傳』片頭曲 東京電視台系列動畫『NARUTO火影少年篇』片尾曲                                                 | ｢Diver｣ 『PASSENGER』 『ニコ タッチズ ザ ウォールズ ノ ベスト』                      |
| 2011年 | ロデオ                            | 大阪設計師專門學校廣告歌 | 『PASSENGER』                                                                        |
| 2011年 | マトリョーシカ                    | 富士電視台系列動畫 NoitaminA『C』片頭曲                                                                                                 | 『PASSENGER』 『ニコ タッチズ ザ ウォールズ ノ ベスト』                              |
| 2011年 | 手をたたけ                        | KDDI「au LISMO!」廣告歌 | ｢手をたたけ｣ 『HUMANIA』 『ニコ タッチズ ザ ウォールズ ノ ベスト』                   |
| 2011年 | バイシクル                        | 朝日電視台系列・週五晚間連續劇「還有第11人！」主題曲                                                                                    | 『HUMANIA』 『ニコ タッチズ ザ ウォールズ ノ ベスト』                                |
| 2011年 | Endless roll                      | FACE TO FACE / libero配給電影『スイッチを押すとき』主題曲                                                                               | 『HUMANIA』                                                                          |
| 2012年 | 夏の大三角形                      | 「可爾必思水」2012年度廣告歌、RecoChoku電視廣告歌                                                                                       | ｢夏の大三角形｣ 『Shout to the Walls!』 『ニコ タッチズ ザ ウォールズ ノ ベスト』     |
| 2013年 | ニワカ雨ニモ負ケズ                | 東京電視台系列動畫『火影忍者疾風傳』第13期片頭曲                                                                                        | ｢ニワカ雨ニモ負ケズ｣ 『ニコ タッチズ ザ ウォールズ ノ ベスト』                       |
| 2014年 | パンドーラ                        | Asmik Ace配給電影『無名人~某天才科學家的五天生活』日本版宣傳曲                                                                          | 『ニコ タッチズ ザ ウォールズ ノ ベスト』                                            |
| 2014年 | ローハイド                        | 朝日電視台系列全國放送「musicるTV」2月份片頭曲                                                                                          | ｢ローハイド｣ 『ニコ タッチズ ザ ウォールズ ノ ベスト』                               |
| 2014年 | 天地ガエシ                        | 毎日放送・TBS系列動畫『排球少年！！』片尾曲                                                                                             | ｢天地ガエシ｣                                                                         |
| 2014年 | バケモノ                          | 日本電視台系列新生懸疑連續劇第一彈『殺人偏差値70』主題歌                                                                                | ｢TOKYO Dreamer｣                                                                      |
| 2014年 | TOKYO Dreamer                     | 每日放送・TBS系列、MBS、東京都會電視台等播放動畫『地球隊長』片頭曲                                                                      | ｢TOKYO Dreamer｣                                                                      |
| 2015年 | まっすぐなうた                    | 外國影集『地球百子』(第一季)宣傳曲 | ｢まっすぐなうた｣                                                                     |
| 2015年 | 渦と渦                            | 毎日放送・TBS系列動畫『亞爾斯蘭戰記』片頭曲                                                                                             | 「渦と渦」                                                                           |
| 2016年 | エーキューライセンス（LIVE ver.） | 九州朝日放送「V3」3月份片尾曲 | 「勇気も愛もないなんて」                                                             |

## 演唱會

### 主辦演唱會
- 2008年 : We are NICO Touches the Walls. ～A Queen of the Night～
- 2009年 : NICO Touches the Walls LIVE2009 All,Always Walls vol.3 ～Turkeyism～
- 2009年 : ＆AURORAS
- 2010年 : 作為追加場次，3月12日在日本武道館舉行演唱會。
- 2010年 : 在7大都市舉辦TOUR2010「ミチナキミチ」。
- 2010年 : NICO Touches the Walls LIVE2010 アポロとルーナ
- 2010年11月25日 : 1125(イイニコ)之日演唱會
- 2011年 : PASSENGER ～We are Passionate Messenger～
- 2011年11月25日 : 1125(イイニコ)之日演唱會
- 2012年 : 作為TOUR "HUMANIA"的追加場次舉辦HALL巡演"Ground of HUMANIA"。
- 2012年 : NICO Touches the Walls FREE LIVE in 代々木公園
- 2012年 : TOUR "ALGORHYTMIQUE"
- 2012年11月25日 : 1125(イイニコ)之日演唱會 w/GRAPEVINE
- 2013年 : TOUR "Shout to the Walls!"
- 2013年11月25日 : 1125(イイニコ)之日演唱會
- 2014年 : ニコ タッチズ ザ ウォールズ ノ フェスト w/BIGMAMA、［Alexandros］、クリープハイプ
- 2014年 : ニコ タッチズ ザ ウォールズ ノ ヒミツキチ「カベ ニ ミミ」
- 2014年 : TOUR "ニコ タッチズ ザ ウォールズ ノ ゼップ"
- 2014年 : 日本武道館公演 "ニコ タッチズ ザ ウォールズ ノ ブドウカン"
- 2014年11月25日 : 1125/2014
- 2015年 : Howdy!! We are ACO Touches the Walls
- 2015年 : ニコ タッチズ ザ ウォールズ ノ フェスト w/ストレイテナー、UNISON SQUARE GARDEN、［Alexandros］
- 2015年5月～7月 : NICO Touches the Walls TOUR 2015 "まっすぐなツアー"
- 2015年9月3日 : 「渦と渦」發行紀念特別演唱會「UZU-TO-UZU-TO-UZU-TO-UZU」
- 2015年10月17日 ： NICO Touches the Walls "Walls Is Auroras" Special Screening（※武道館DVD播映會）
- 2015年11月25日 : 1125/2015 初と初 ～東の初～（午場）1125/2015 初と初 ～西の初～（晚場）
- 2015年12月23日 : NICO Touches the Walls LIVE SPECIAL 「渦と渦 ～西の渦～」
- 2016年1月8日 : NICO Touches the Walls LIVE SPECIAL 「渦と渦 ～東の渦～」，三度踏上武道館
- 2016年3月～4月 ： ニコ タッチズ ザ ウォールズ ノ フェスト '16
- 2016年3月～4月 ： NICO Touches the Walls TOUR 2016 "勇気も愛もないなんて"

### 參加演出
- 2006年8月6日 - ROCK IN JAPAN FESTIVAL 2006
- 2006年8月12日 - SUMMER SONIC 2006
- 2007年1月1日 - COUNTDOWN JAPAN 06/07
- 2007年8月11日・12日 - SUMMER SONIC 2007
- 2007年12月21日 - アナログフィッシュ、VOLA & THE ORIENTAL MACHINE、NICO Touches the Walls「アナロVOLANICO!!!」
- 2007年12月28日 - COUNTDOWN JAPAN 07/08
- 2008年4月27日 - ARABAKI ROCK FEST.08
- 2008年7月27日 - SETSTOCK'08
- 2008年8月3日 - ROCK IN JAPAN FESTIVAL 2008
- 2008年8月24日 - MONSTER baSH 2008
- 2008年8月31日 - SPACE SHOWER SWEET LOVE SHOWER 2008
- 2008年10月23日 - Fly like an Eagle
- 2008年12月29日 - COUNTDOWN JAPAN 08/09
- 2008年12月31日 - COUNTDOWN JAPAN 08/09 -WEST-
- 2009年4月26日 - ARABAKI ROCK FEST.09
- 2009年5月6日 - 藍坊主 aobozu TOUR 2009 ～百景～
- 2009年7月25日 - SETSTOCK'09
- 2009年8月2日 - ROCK IN JAPAN FESTIVAL 2009
- 2009年8月30日 - SPACE SHOWER SWEET LOVE SHOWER 2009
- 2009年10月24日 - TOWER RECORDS 30th Anniversary SPECIAL FACE THE MUSIC!
- 2009年12月30日 - FM802 ROCK FESTIVAL RADIO CRAZY 2009
- 2009年12月31日 - COUNTDOWN JAPAN 09/10
- 2010年1月24日 - au by KDDI presents オンタマカーニバル 2010
- 2010年5月29日 - ROCKS TOKYO（日语：ROCKS TOKYO） 2010
- 2010年7月18日 - JOIN ALIVE（日语：JOIN ALIVE） 2010
- 2010年7月25日 - FM802 MEET THE WORLD BEAT（日语：MEET THE WORLD BEAT） 2010
- 2010年8月7日 - ROCK IN JAPAN FESTIVAL 2010
- 2010年8月22日 - MONSTER baSH 2010
- 2010年8月28日 - TREASURE05X with ZIP-FM
- 2010年8月29日 - SPACE SHOWER SWEET LOVE SHOWER 2010 -15th ANNIVERSARY-
- 2010年9月22日 - B-PASS創刊25周年記念 『B-PASS 25th Fes』
- 2010年12月1日 - Act Against AIDS IN NAGOYA
- 2010年12月30日 - COUNTDOWN JAPAN 10/11
- 2011年1月 - NICO Touches the Walls × flumpool Split Tour 2011
- 2011年5月29日 - ROCKS TOKYO 2011
- 2011年8月7日 - ROCK IN JAPAN FESTIVAL 2011
- 2011年8月13日・14日 - SUMMER SONIC 2011
- 2011年8月27日 - 音楽と髭（日语：音楽と髭）達 2011 -Message-
- 2011年8月28日 - SPACE SHOWER SWEET LOVE SHOWER 2011
- 2011年9月17日 - HIGHER GROUND（日语：HIGHER GROUND） 2011
- 2011年12月25日 - LAWSON presents MUSIC FOR ALL, ALL FOR ONE 2011
- 2011年12月28日 - COUNTDOWN JAPAN 11/12
- 2011年12月29日 - FM802 ROCK FESTIVAL RADIO CRAZY 2011
- 2012年4月26日 - キューンミュージック（日语：キューンレコード）20周年記念イベント『キューン20 イヤーズ&デイズ』
- 2012年7月21日 - JOIN ALIVE 2012
- 2012年7月25日 - お台場合衆国2012 ～ここから始まる! NIPPON応援団!～ めざましライブ2012
- 2012年7月28日 - HIGHER GROUND 2012
- 2012年7月29日 - FM802 MEET THE WORLD BEAT 2012
- 2012年8月3日 - ROCK IN JAPAN FESTIVAL 2012
- 2012年8月5日 - ap bank（日语：Ap bank） fes '12 Fund for Japan
- 2012年8月18日 - SETSTOCK'12 -10th Anniversary in Bihoku-
- 2012年8月25日 - ロックロックこんにちは!（日语：ロックロックこんにちは!）Ver.16 ～ヒーロー広場～
- 2012年10月7日 - テレビ朝日ドリームフェスティバル（日语：テレビ朝日ドリームフェスティバル） 2012
- 2012年12月29日 - COUNTDOWN JAPAN 12/13
- 2012年12月31日 - 『Ready Set Go!!』 Count Down Live2012 ⇒ 2013 supported by A-Sketch
- 2013年4月29日 - FM802 SPECIAL LIVE REQUESTAGE 11
- 2013年7月13日 - Amuse 35th Anniversary BBQ inつま恋 ～僕らのビートを喰らえコラ!～
- 2013年8月3日 - ROCK IN JAPAN FESTIVAL 2013
- 2013年8月17日 - WILD BUNCH FEST. 2013
- 2013年8月22日 - お台場合衆国2013めざましライブ
- 2013年8月31日 - SPACE SHOWER SWEET LOVE SHOWER 2013
- 2013年9月9日 - JFL 20TH ANNIVERSARY LIVE FOR THE NEXT
- 2013年9月22日 - テレビ朝日ドリームフェスティバル 2013
- 2013年12月29日 - COUNTDOWN JAPAN 13/14
- 2013年12月31日 - 『Ready Set Go!!』Count Down Live2013⇒2014 supported by A-Sketch
- 2014年5月5日 - VIVA LA ROCK 2014
- 2014年5月25日 - TOKYO METROPOLITAN ROCK FESTIVAL（日语：TOKYO METROPOLITAN ROCK FESTIVAL） 2014
- 2014年7月13日 - ASIAN KUNG-FU GENERATION presents NANO-MUGEN FES.2014
- 2014年7月26日 - NUMBER SHOT 2014
- 2014年8月3日 - ROCK IN JAPAN FESTIVAL 2014
- 2014年8月31日 - SPACE SHOWER SWEET LOVE SHOWER 2014
- 2014年9月6日 - TREASURE05X 2014 ～galaxy of liberty～
- 2014年10月13日 - 攝南大學 SETSUDAISAI 40th anniversary special live
- 2014年10月26日 - 東北福祉大學 国見祭
- 2014年10月29日 - スペースシャワー列伝 100巻記念公演 第111巻 音質明媚の宴
- 2014年11月3日 - 德島大學蔵本キャンパス 第30回蔵本祭
- 2014年11月9日 - 実践女子大学（日语：実践女子大学） 第58回常磐祭
- 2014年12月6日 - DECEMBER'S CHILDREN
- 2014年12月21日 - MERRY ROCK PARADE 2014
- 2014年12月24日 - FM802「FLiPLiPS」 クリスマススペシャルLIVE
- 2014年12月28日 - COUNTDOWN JAPAN 14/15
- 2014年12月31日 - 『Ready Set Go!!』Count Down Live 2014⇒2015 supported by A-Sketch
- 2015年3月8日 - uP!!! presents MUSIC SHOWERチュートリアルの徳ダネ福キタル SPECIAL LIVE
- 2015年5月4日 - rockin'on presents　JAPAN JAM BEACH 2015
- 2015年8月8日 - ROCK IN JAPAN FES.2015
- 2015年8月23日 - MONSTER baSH 2015
- 2015年8月30日 - SPACE SHOWER SWEET LOVE SHOWER 2015 -20th ANNIVERSARY-
- 2015年9月6日 - TREASURE05X 2015 ~rising force~
- 2015年9月12日 - SAITAMA SUPER ARENA 15th Anniversary肉ロックフェス2015
- 2015年9月22日 - スペースシャワー列伝15周年記念公演 特別編 大大大宴会 ～東の宴～
- 2015年10月11日 - 「アルスラーン戦記」ヤシャスィーン！カーニバル
- 2016年2月14日 - VALENTINE ROCK 2016 ～愛のロックを鳴らそう～ VOL.9 - FINAL（※光村 only）
- 2016年4月29/30日 - ARABAKI ROCK FEST.16
- 2016年5月3日 - rockin'on presents　JAPAN JAM BEACH 2016
- 2016年6月4/5日 - 百万石音楽祭2016～ミリオンロックフェスティバル～
- 2016年5月28日 - VIVA LA ROCK 2016
- 2016年7月16日 - JOIN ALIVE 2016
- 2016年7月17日 - ANI-ROCK FES.(Day2：NARUTO THE LIVE 2016)

## 外部連結
- NICO TOUCHES THE WALLS : OFFICIAL WEB SITE（页面存档备份，存于） - A-Sketch官方網站
- NICO Touches the Walls（页面存档备份，存于） - Ki/oon Music官方網站
- NICOと僕と（页面存档备份，存于） （主唱・光村的部落格）
- NICOと僕と（页面存档备份，存于） （主唱・光村的舊部落格）
- NICOTouchestheWalls的X（前Twitter）